# Campionato mondiale femminile under 21 di pallavolo 2023
Il campionato mondiale femminile under 21 di pallavolo 2023, ventiduesima edizione del campionato mondiale, si è svolto dal 17 al 26 agosto 2023 a Aguascalientes e León, in Messico: al torneo hanno partecipato sedici squadre nazionali under 21 e la vittoria finale è andata per la quarta volta alla Cina.

## Impianti
|                                                                               |                                                                    |  |
|                                                                               |                                                                    |  |
| Poliforum Morelos Città: Aguascalientes Capienza: 3 446 Anno d'apertura: 2016 | Domo de la Feria Città: León Capienza: 4 463 Anno d'apertura: 1980 |  |

## Regolamento

### Formula
Le squadre, divise in quattro gironi mediante sorteggio, hanno disputato una prima fase con girone all'italiana: al termine della prima fase:
- le prime due classificate di ciascun girone hanno acceduto ai gironi E ed F della seconda fase: le prime due squadre classificate di ciascun girone hanno acceduto alla fase finale per il primo posto, giocata con semifinali, finale per il terzo posto e finale, mentre le ultime due classificate hanno acceduto alla fase finale per il quinto posto, giocata con semifinali, finale per il settimo posto e finale per il quinto posto.
- le ultime due classificate di ciascun girone hanno acceduto ai gironi G ed H della seconda fase: le prime due squadre classificate di ciascun girone hanno acceduto alla fase finale per il nono posto, giocata con semifinali, finale per l'undicesimo posto e finale per il nono posto, mentre le ultime due classificate hanno acceduto alla fase finale per il tredicesimo posto, giocata con semifinali, finale per il quindicesimo posto e finale per il tredicesimo posto[3].

### Criteri di classifica
Se il risultato finale è stato di 3-0 o 3-1 sono stati assegnati 3 punti alla squadra vincente e 0 a quella sconfitta, se il risultato finale è stato di 3-2 sono stati assegnati 2 punti alla squadra vincente e 1 a quella sconfitta.
L'ordine del posizionamento in classifica è stato definito in base a:
- Numero di partite vinte;
- Punti;
- Ratio dei set vinti/persi;
- Ratio dei punti realizzati/subiti;
- Risultati degli scontri diretti[4].

## Squadre partecipanti
| Squadra         | Qualificazione                                      | Ultima partecipazione       |
| --------------- | --------------------------------------------------- | --------------------------- |
| Argentina       | 2ª al campionato sudamericano under 20 2022         | / Belgio e Paesi Bassi 2021 |
| Brasile         | 1ª al campionato sudamericano under 20 2022         | / Belgio e Paesi Bassi 2021 |
| Cina            | 2ª al campionato asiatico e oceaniano under 20 2022 | Messico 2019                |
| Cuba            | 5ª alla Coppa panamericana under 21 2022            | Messico 2019                |
| Egitto          | 1ª al campionato africano under 21 2022             | / Belgio e Paesi Bassi 2021 |
| Giappone        | 1ª al campionato asiatico e oceaniano under 20 2022 | Messico 2019                |
| Italia          | 1ª al campionato europeo under 19 2022              | / Belgio e Paesi Bassi 2021 |
| Messico         | Paese organizzatore                                 | Messico 2019                |
| Paesi Bassi     | 4ª nel FIVB World Ranking                           | / Belgio e Paesi Bassi 2021 |
| Polonia         | 6ª nel FIVB World Ranking                           | / Belgio e Paesi Bassi 2021 |
| Rep. Dominicana | 10ª nel FIVB World Ranking                          | / Belgio e Paesi Bassi 2021 |
| Serbia          | 2ª al campionato europeo under 19 2022              | / Belgio e Paesi Bassi 2021 |
| Stati Uniti     | 1ª alla Coppa panamericana under 21 2022            | / Belgio e Paesi Bassi 2021 |
| Thailandia      | 11ª nel FIVB World Ranking                          | / Belgio e Paesi Bassi 2021 |
| Tunisia         | 2ª al campionato africano under 21 2022             | Perù 2011                   |
| Turchia         | 11ª nel FIVB World Ranking                          | / Belgio e Paesi Bassi 2021 |

## Torneo

### Prima fase
| Girone A   | Girone B        | Girone C  | Girone D    |
| ---------- | --------------- | --------- | ----------- |
| Egitto     | Brasile         | Argentina | Cuba        |
| Giappone   | Italia          | Cina      | Paesi Bassi |
| Messico    | Rep. Dominicana | Polonia   | Stati Uniti |
| Thailandia | Tunisia         | Serbia    | Turchia     |

#### Girone A

##### Risultati
| 17 agosto 2023 Domo de la Feria, León Durata: 1h:48 - Spettatori: 200   | Egitto     | 3 - 1 | Thailandia | 21-25, 25-13, 25-23, 25-19        |
| 17 agosto 2023 Domo de la Feria, León Durata: 1h:13 - Spettatori: 4 000 | Messico    | 0 - 3 | Giappone   | 19-25, 12-25, 22-25               |
| 18 agosto 2023 Domo de la Feria, León Durata: 1h:51 - Spettatori: 500   | Egitto     | 2 - 3 | Giappone   | 17-25, 25-19, 25-20, 16-25, 12-15 |
| 18 agosto 2023 Domo de la Feria, León Durata: 1h:09 - Spettatori: 3 158 | Messico    | 3 - 0 | Thailandia | 25-15, 25-16, 25-14               |
| 19 agosto 2023 Domo de la Feria, León Durata: 2h:09 - Spettatori: 1 389 | Thailandia | 0 - 3 | Giappone   | 13-25, 23-25, 18-25               |
| 19 agosto 2023 Domo de la Feria, León Durata: 1h:31 - Spettatori: 4 272 | Messico    | 3 - 1 | Egitto     | 25-22, 25-18, 19-25, 25-15        |

##### Classifica
| Pos. | Squadra    | Pt | G | V | P | SV | SP | Ratio | PF  | PS  | Ratio |
| ---- | ---------- | -- | - | - | - | -- | -- | ----- | --- | --- | ----- |
| 1.   | Giappone   | 8  | 3 | 3 | 0 | 9  | 2  | 4,500 | 254 | 202 | 1,257 |
| 2.   | Messico    | 6  | 3 | 2 | 1 | 6  | 4  | 1,500 | 222 | 200 | 1,110 |
| 3.   | Egitto     | 4  | 3 | 1 | 2 | 6  | 7  | 0,857 | 271 | 278 | 0,975 |
| 4.   | Thailandia | 0  | 3 | 0 | 3 | 1  | 9  | 0,111 | 179 | 246 | 0,728 |

      Qualificata al girone E.
      Qualificata al girone G.

#### Girone B

##### Risultati
| 17 agosto 2023 Poliforum Morelos, Aguascalientes Durata: 1h:00 - Spettatori: 100 | Italia          | 3 - 0 | Tunisia         | 25-15, 25-8, 25-16         |
| 17 agosto 2023 Poliforum Morelos, Aguascalientes Durata: 1h:00 - Spettatori: 150 | Brasile         | 3 - 0 | Rep. Dominicana | 25-14, 25-12, 25-13        |
| 18 agosto 2023 Poliforum Morelos, Aguascalientes Durata: 1h:00 - Spettatori: 100 | Italia          | 3 - 0 | Rep. Dominicana | 25-16, 25-11, 25-13        |
| 18 agosto 2023 Poliforum Morelos, Aguascalientes Durata: 1h:00 - Spettatori: 450 | Brasile         | 3 - 0 | Tunisia         | 25-9, 25-9, 25-15          |
| 19 agosto 2023 Poliforum Morelos, Aguascalientes Durata: 1h:53 - Spettatori: 650 | Italia          | 3 - 1 | Brasile         | 23-25, 25-23, 25-23, 25-18 |
| 19 agosto 2023 Poliforum Morelos, Aguascalientes Durata: 1h:04 - Spettatori: 700 | Rep. Dominicana | 3 - 0 | Tunisia         | 25-20, 25-18, 25-20        |

##### Classifica
| Pos. | Squadra         | Pt | G | V | P | SV | SP | Ratio | PF  | PS  | Ratio |
| ---- | --------------- | -- | - | - | - | -- | -- | ----- | --- | --- | ----- |
| 1.   | Italia          | 9  | 3 | 3 | 0 | 9  | 1  | 9,000 | 248 | 168 | 1,476 |
| 2.   | Brasile         | 6  | 3 | 2 | 1 | 7  | 3  | 2,333 | 239 | 170 | 1,406 |
| 3.   | Rep. Dominicana | 3  | 3 | 1 | 2 | 3  | 6  | 0,500 | 154 | 208 | 0,740 |
| 4.   | Tunisia         | 0  | 3 | 0 | 3 | 0  | 9  | 0,000 | 130 | 225 | 0,578 |

      Qualificata al girone F.
      Qualificata al girone H.

#### Girone C

##### Risultati
| 17 agosto 2023 Domo de la Feria, León Durata: 1h:16 - Spettatori: 1 200 | Serbia    | 3 - 0 | Cina      | 26-24, 25-21, 26-24        |
| 17 agosto 2023 Domo de la Feria, León Durata: 1h:23 - Spettatori: 1 000 | Polonia   | 3 - 0 | Argentina | 25-17, 27-25, 25-23        |
| 18 agosto 2023 Domo de la Feria, León Durata: 1h:36 - Spettatori: 300   | Serbia    | 1 - 3 | Argentina | 24-26, 25-21, 23-25, 18-25 |
| 18 agosto 2023 Domo de la Feria, León Durata: 1h:11 - Spettatori: 700   | Polonia   | 0 - 3 | Cina      | 18-25, 15-25, 19-25        |
| 19 agosto 2023 Domo de la Feria, León Durata: 1h:42 - Spettatori: 1 000 | Serbia    | 3 - 1 | Polonia   | 25-21, 25-21, 22-25, 25-21 |
| 19 agosto 2023 Domo de la Feria, León Durata: 1h:17 - Spettatori: 1 314 | Argentina | 0 - 3 | Cina      | 15-25, 22-25, 17-25        |

##### Classifica
| Pos. | Squadra   | Pt | G | V | P | SV | SP | Ratio | PF  | PS  | Ratio |
| ---- | --------- | -- | - | - | - | -- | -- | ----- | --- | --- | ----- |
| 1.   | Cina      | 6  | 3 | 2 | 1 | 6  | 3  | 2,000 | 219 | 183 | 1,197 |
| 2.   | Serbia    | 6  | 3 | 2 | 1 | 7  | 4  | 1,750 | 264 | 254 | 1,039 |
| 3.   | Polonia   | 3  | 3 | 1 | 2 | 4  | 6  | 0,667 | 217 | 237 | 0,916 |
| 4.   | Argentina | 3  | 3 | 1 | 2 | 3  | 7  | 0,429 | 216 | 242 | 0,893 |

      Qualificata al girone E.
      Qualificata al girone G.

#### Girone D

##### Risultati
| 17 agosto 2023 Poliforum Morelos, Aguascalientes Durata: 1h:14 - Spettatori: 520   | Stati Uniti | 3 - 0 | Cuba        | 25-23, 25-14, 25-21               |
| 17 agosto 2023 Poliforum Morelos, Aguascalientes Durata: 2h:00 - Spettatori: 600   | Paesi Bassi | 2 - 3 | Turchia     | 26-24, 18-25, 16-25, 25-22, 13-15 |
| 18 agosto 2023 Poliforum Morelos, Aguascalientes Durata: 1h:36 - Spettatori: 500   | Stati Uniti | 1 - 3 | Turchia     | 17-25, 25-22, 23-25, 14-25        |
| 18 agosto 2023 Poliforum Morelos, Aguascalientes Durata: 1h:15 - Spettatori: 450   | Paesi Bassi | 3 - 0 | Cuba        | 28-26, 25-16, 25-14               |
| 19 agosto 2023 Poliforum Morelos, Aguascalientes Durata: 1h:28 - Spettatori: 1 000 | Stati Uniti | 3 - 1 | Paesi Bassi | 21-25, 25-20, 25-15, 25-17        |
| 19 agosto 2023 Poliforum Morelos, Aguascalientes Durata: 1h:10 - Spettatori: 850   | Turchia     | 3 - 0 | Cuba        | 25-14, 25-22, 25-18               |

##### Classifica
| Pos. | Squadra     | Pt | G | V | P | SV | SP | Ratio | PF  | PS  | Ratio |
| ---- | ----------- | -- | - | - | - | -- | -- | ----- | --- | --- | ----- |
| 1.   | Turchia     | 8  | 3 | 3 | 0 | 9  | 3  | 3,000 | 283 | 231 | 1,225 |
| 2.   | Stati Uniti | 6  | 3 | 2 | 1 | 7  | 4  | 1,750 | 250 | 232 | 1,078 |
| 3.   | Paesi Bassi | 4  | 3 | 1 | 2 | 6  | 6  | 1,000 | 253 | 263 | 0,962 |
| 4.   | Cuba        | 0  | 3 | 0 | 3 | 0  | 9  | 0,000 | 168 | 228 | 0,737 |

      Qualificata al girone F.
      Qualificata al girone H.

### Seconda fase
| Girone E | Girone F    | Girone G   | Girone H        |
| -------- | ----------- | ---------- | --------------- |
| Cina     | Brasile     | Argentina  | Cuba            |
| Giappone | Italia      | Egitto     | Paesi Bassi     |
| Messico  | Stati Uniti | Polonia    | Rep. Dominicana |
| Serbia   | Turchia     | Thailandia | Tunisia         |

#### Girone E

##### Risultati
| 21 agosto 2023 Domo de la Feria, León Durata: 2h:01 - Spettatori: 1 085 | Giappone | 3 - 2 | Serbia  | 25-19, 18-25, 25-22, 23-25, 15-13 |
| 21 agosto 2023 Domo de la Feria, León Durata: 1h:03 - Spettatori: 2 897 | Messico  | 0 - 3 | Cina    | 14-25, 11-25, 24-26               |
| 22 agosto 2023 Domo de la Feria, León Durata: 1h:09 - Spettatori: 2 649 | Messico  | 0 - 3 | Serbia  | 23-25, 17-25, 20-25               |
| 22 agosto 2023 Domo de la Feria, León Durata: 1h:29 - Spettatori: 1 975 | Giappone | 1 - 3 | Cina    | 15-25, 11-25, 25-21, 16-25        |
| 23 agosto 2023 Domo de la Feria, León Durata: 1h:43 - Spettatori: 2 869 | Giappone | 3 - 1 | Messico | 25-17, 25-20, 24-26, 25-21        |
| 23 agosto 2023 Domo de la Feria, León Durata: 1h:39 - Spettatori: 1 348 | Cina     | 3 - 2 | Serbia  | 19-25, 25-18, 25-11, 25-27, 15-12 |

##### Classifica
| Pos. | Squadra  | Pt | G | V | P | SV | SP | Ratio | PF  | PS  | Ratio |
| ---- | -------- | -- | - | - | - | -- | -- | ----- | --- | --- | ----- |
| 1.   | Cina     | 8  | 3 | 3 | 0 | 9  | 3  | 3,000 | 281 | 209 | 1,344 |
| 2.   | Giappone | 5  | 3 | 2 | 1 | 7  | 6  | 1,167 | 272 | 284 | 0,958 |
| 3.   | Serbia   | 5  | 3 | 1 | 2 | 7  | 6  | 1,167 | 272 | 275 | 0,989 |
| 4.   | Messico  | 0  | 3 | 0 | 3 | 1  | 9  | 0,111 | 193 | 250 | 0,772 |

      Qualificata alle semifinali per il primo posto.
      Qualificata alle semifinali per il quinto posto.

#### Girone F

##### Risultati
| 21 agosto 2023 Poliforum Morelos, Aguascalientes Durata: 1h:44 - Spettatori: 300   | Italia  | 3 - 1 | Stati Uniti | 25-19, 25-10, 32-34, 25-17 |
| 21 agosto 2023 Poliforum Morelos, Aguascalientes Durata: 1h:11 - Spettatori: 800   | Brasile | 3 - 0 | Turchia     | 25-15, 25-21, 25-13        |
| 22 agosto 2023 Poliforum Morelos, Aguascalientes Durata: 1h:20 - Spettatori: ?     | Brasile | 3 - 0 | Stati Uniti | 25-19, 25-18, 25-22        |
| 22 agosto 2023 Poliforum Morelos, Aguascalientes Durata: 1h:17 - Spettatori: 450   | Italia  | 3 - 0 | Turchia     | 25-6, 29-27, 25-21         |
| 23 agosto 2023 Poliforum Morelos, Aguascalientes Durata: 1h:43 - Spettatori: 1 200 | Italia  | 3 - 1 | Brasile     | 22-25, 25-15, 25-15, 26-24 |
| 23 agosto 2023 Poliforum Morelos, Aguascalientes Durata: 1h:39 - Spettatori: 1 300 | Turchia | 1 - 3 | Stati Uniti | 23-25, 25-16, 20-25, 21-25 |

##### Classifica
| Pos. | Squadra     | Pt | G | V | P | SV | SP | Ratio | PF  | PS  | Ratio |
| ---- | ----------- | -- | - | - | - | -- | -- | ----- | --- | --- | ----- |
| 1.   | Italia      | 9  | 3 | 3 | 0 | 9  | 2  | 4,500 | 284 | 213 | 1,333 |
| 2.   | Brasile     | 6  | 3 | 2 | 1 | 7  | 3  | 2,333 | 229 | 206 | 1,112 |
| 3.   | Stati Uniti | 3  | 3 | 1 | 2 | 4  | 7  | 0,571 | 230 | 271 | 0,849 |
| 4.   | Turchia     | 0  | 3 | 0 | 3 | 1  | 9  | 0,111 | 192 | 245 | 0,784 |

      Qualificata alle semifinali per il primo posto.
      Qualificata alle semifinali per il quinto posto.

#### Girone G

##### Risultati
| 21 agosto 2023 Domo de la Feria, León Durata: 1h:55 - Spettatori: 500 | Egitto     | 3 - 2 | Argentina  | 25-19, 23-25, 22-25, 31-29, 15-6 |
| 21 agosto 2023 Domo de la Feria, León Durata: 1h:05 - Spettatori: 55  | Thailandia | 0 - 3 | Polonia    | 16-25, 14-25, 21-25              |
| 22 agosto 2023 Domo de la Feria, León Durata: 1h:13 - Spettatori: 150 | Thailandia | 0 - 3 | Argentina  | 27-29, 22-25, 19-25              |
| 22 agosto 2023 Domo de la Feria, León Durata: 1h:08 - Spettatori: 500 | Egitto     | 0 - 3 | Polonia    | 24-26, 17-25, 17-25              |
| 23 agosto 2023 Domo de la Feria, León Durata: 1h:38 - Spettatori: 102 | Egitto     | 3 - 2 | Thailandia | 22-25, 25-16, 16-25, 25-9, 15-11 |
| 23 agosto 2023 Domo de la Feria, León Durata: 1h:04 - Spettatori: 300 | Polonia    | 0 - 3 | Argentina  | 20-25, 16-25, 18-25              |

##### Classifica
| Pos. | Squadra    | Pt | G | V | P | SV | SP | Ratio | PF  | PS  | Ratio |
| ---- | ---------- | -- | - | - | - | -- | -- | ----- | --- | --- | ----- |
| 1.   | Argentina  | 7  | 3 | 2 | 1 | 8  | 3  | 2,667 | 258 | 238 | 1,084 |
| 2.   | Polonia    | 6  | 3 | 2 | 1 | 6  | 3  | 2,000 | 205 | 184 | 1,114 |
| 3.   | Egitto     | 4  | 3 | 2 | 1 | 6  | 7  | 0,857 | 277 | 266 | 1,041 |
| 4.   | Thailandia | 1  | 3 | 0 | 3 | 2  | 9  | 0,222 | 205 | 257 | 0,798 |

      Qualificata alle semifinali per il nono posto.
      Qualificata alle semifinali per il tredicesimo posto.

#### Girone H

##### Risultati
| 21 agosto 2023 Poliforum Morelos, Aguascalientes Durata: 1h:28 - Spettatori: 100 | Rep. Dominicana | 1 - 3 | Cuba        | 25-17, 17-25, 23-25, 21-25 |
| 21 agosto 2023 Poliforum Morelos, Aguascalientes Durata: 1h:00 - Spettatori: 75  | Tunisia         | 0 - 3 | Paesi Bassi | 15-25, 18-25, 16-25        |
| 22 agosto 2023 Poliforum Morelos, Aguascalientes Durata: 1h:29 - Spettatori: 50  | Tunisia         | 1 - 3 | Cuba        | 25-16, 23-25, 20-25, 14-25 |
| 22 agosto 2023 Poliforum Morelos, Aguascalientes Durata: 1h:00 - Spettatori: 48  | Rep. Dominicana | 0 - 3 | Paesi Bassi | 15-25, 18-25, 19-25        |
| 23 agosto 2023 Poliforum Morelos, Aguascalientes Durata: 1h:38 - Spettatori: 65  | Rep. Dominicana | 3 - 1 | Tunisia     | 25-19, 25-23, 23-25, 25-22 |
| 23 agosto 2023 Poliforum Morelos, Aguascalientes Durata: 1h:06 - Spettatori: 90  | Paesi Bassi     | 3 - 0 | Cuba        | 25-15, 25-19, 25-23        |

##### Classifica
| Pos. | Squadra         | Pt | G | V | P | SV | SP | Ratio | PF  | PS  | Ratio |
| ---- | --------------- | -- | - | - | - | -- | -- | ----- | --- | --- | ----- |
| 1.   | Paesi Bassi     | 9  | 3 | 3 | 0 | 9  | 0  | MAX   | 225 | 158 | 1,424 |
| 2.   | Cuba            | 6  | 3 | 2 | 1 | 6  | 5  | 1,200 | 240 | 243 | 0,988 |
| 3.   | Rep. Dominicana | 3  | 3 | 1 | 2 | 4  | 7  | 0,571 | 236 | 256 | 0,922 |
| 4.   | Tunisia         | 0  | 3 | 0 | 3 | 2  | 9  | 0,222 | 220 | 264 | 0,833 |

      Qualificata alle semifinali per il nono posto.
      Qualificata alle semifinali per il tredicesimo posto.

### Fase finale

#### Finali 1º e 3º posto
|  | Semifinali | Semifinali | Semifinali |        |    | Finale          | Finale          | Finale          |  |
|  |            |            |            |        |    |                 |                 |                 |  |
|  | 1E         | Cina       | 3          |        |    |                 |                 |                 |  |
|  | 1E         | Cina       | 3          |        |    |                 |                 |                 |  |
|  | 2F         | Brasile    | 2          |        |    |                 |                 |                 |  |
|  | 2F         | Brasile    | 2          |        | 1E | Cina            | 3               |                 |  |
|  |            |            |            |        | 1E | Cina            | 3               |                 |  |
|  |            |            | 1F         | Italia | 2  |                 |                 |                 |  |
|  | 1F         | Italia     | 1F         | Italia | 2  | 3               |                 |                 |  |
|  | 1F         | Italia     |            |        |    | 3               |                 |                 |  |
|  | 2E         | Giappone   | 0          |        |    | Finale 3º posto | Finale 3º posto | Finale 3º posto |  |
|  | 2E         | Giappone   | 0          |        |    |                 |                 |                 |  |
|  |            |            |            |        |    |                 |                 |                 |  |
|  |            |            |            |        |    | 2F              | Brasile         | 3               |  |
|  |            |            |            |        |    | 2F              | Brasile         | 3               |  |
|  |            |            |            |        |    | 2E              | Giappone        | 0               |  |

##### Semifinali
| 25 agosto 2023 Domo de la Feria, León Durata: 1h:57 - Spettatori: 1 500 | Cina   | 3 - 2 | Brasile  | 27-25, 25-17, 20-25, 19-25, 15-6 |
| 25 agosto 2023 Domo de la Feria, León Durata: 1h:07 - Spettatori: 1 894 | Italia | 3 - 0 | Giappone | 25-22, 25-13, 25-18              |

##### Finale 3º posto
| 26 agosto 2023 Domo de la Feria, León Durata: 1h:09 - Spettatori: 3 000 | Brasile | 3 - 0 | Giappone | 25-16, 25-21, 25-14 |

##### Finale
| 26 agosto 2023 Domo de la Feria, León Durata: 1h:56 - Spettatori: 4 157 | Cina | 3 - 2 | Italia | 19-25, 25-23, 23-25, 25-22, 15-8 |

#### Finali 5º e 7º posto
|  | Semifinali | Semifinali  | Semifinali |             |    | Finale 5º posto | Finale 5º posto | Finale 5º posto |  |
|  |            |             |            |             |    |                 |                 |                 |  |
|  | 3E         | Serbia      | 1          |             |    |                 |                 |                 |  |
|  | 3E         | Serbia      | 1          |             |    |                 |                 |                 |  |
|  | 4F         | Turchia     | 3          |             |    |                 |                 |                 |  |
|  | 4F         | Turchia     | 3          |             | 4F | Turchia         | 3               |                 |  |
|  |            |             |            |             | 4F | Turchia         | 3               |                 |  |
|  |            |             | 3F         | Stati Uniti | 1  |                 |                 |                 |  |
|  | 3F         | Stati Uniti | 3F         | Stati Uniti | 1  | 3               |                 |                 |  |
|  | 3F         | Stati Uniti |            |             |    | 3               |                 |                 |  |
|  | 4E         | Messico     | 2          |             |    | Finale 7º posto | Finale 7º posto | Finale 7º posto |  |
|  | 4E         | Messico     | 2          |             |    |                 |                 |                 |  |
|  |            |             |            |             |    |                 |                 |                 |  |
|  |            |             |            |             |    | 3E              | Serbia          | 3               |  |
|  |            |             |            |             |    | 3E              | Serbia          | 3               |  |
|  |            |             |            |             |    | 4E              | Messico         | 2               |  |

##### Semifinali
| 25 agosto 2023 Domo de la Feria, León Durata: 1h:23 - Spettatori: 150   | Serbia      | 1 - 3 | Turchia | 25-22, 24-26, 14-25, 22-25        |
| 25 agosto 2023 Domo de la Feria, León Durata: 1h:57 - Spettatori: 2 696 | Stati Uniti | 3 - 2 | Messico | 23-25, 25-21, 27-25, 24-26, 15-11 |

##### Finale 7º posto
| 26 agosto 2023 Domo de la Feria, León Durata: 1h:37 - Spettatori: 456 | Serbia | 3 - 2 | Messico | 19-25, 24-26, 25-18, 25-13, 16-14 |

##### Finale 5º posto
| 26 agosto 2023 Domo de la Feria, León Durata: 1h:32 - Spettatori: 250 | Turchia | 3 - 1 | Stati Uniti | 26-28, 25-20, 25-19, 25-18 |

#### Finali 9º e 11º posto
|  | Semifinali | Semifinali  | Semifinali |             |    | Finale 9º posto  | Finale 9º posto  | Finale 9º posto  |  |
|  |            |             |            |             |    |                  |                  |                  |  |
|  | 1G         | Argentina   | 3          |             |    |                  |                  |                  |  |
|  | 1G         | Argentina   | 3          |             |    |                  |                  |                  |  |
|  | 2H         | Cuba        | 1          |             |    |                  |                  |                  |  |
|  | 2H         | Cuba        | 1          |             | 1G | Argentina        | 3                |                  |  |
|  |            |             |            |             | 1G | Argentina        | 3                |                  |  |
|  |            |             | 1H         | Paesi Bassi | 0  |                  |                  |                  |  |
|  | 1H         | Paesi Bassi | 1H         | Paesi Bassi | 0  | 3                |                  |                  |  |
|  | 1H         | Paesi Bassi |            |             |    | 3                |                  |                  |  |
|  | 2G         | Polonia     | 1          |             |    | Finale 11º posto | Finale 11º posto | Finale 11º posto |  |
|  | 2G         | Polonia     | 1          |             |    |                  |                  |                  |  |
|  |            |             |            |             |    |                  |                  |                  |  |
|  |            |             |            |             |    | 2H               | Cuba             | 1                |  |
|  |            |             |            |             |    | 2H               | Cuba             | 1                |  |
|  |            |             |            |             |    | 2G               | Polonia          | 3                |  |

##### Semifinali
| 25 agosto 2023 Poliforum Morelos, Aguascalientes Durata: 1h:33 - Spettatori: 500 | Argentina   | 3 - 1 | Cuba    | 25-20, 24-26, 25-17, 25-19 |
| 25 agosto 2023 Poliforum Morelos, Aguascalientes Durata: 1h:44 - Spettatori: 500 | Paesi Bassi | 3 - 1 | Polonia | 19-25, 25-21, 31-29, 25-20 |

##### Finale 11º posto
| 26 agosto 2023 Poliforum Morelos, Aguascalientes Durata: 1h:34 - Spettatori: 650 | Cuba | 1 - 3 | Polonia | 25-21, 17-25, 18-25, 20-25 |

##### Finale 9º posto
| 26 agosto 2023 Poliforum Morelos, Aguascalientes Durata: 1h:08 - Spettatori: 1 500 | Argentina | 3 - 0 | Paesi Bassi | 25-12, 25-19, 25-23 |

#### Finali 13º e 15º posto
|  | Semifinali | Semifinali      | Semifinali |                 |    | Finale 13º posto | Finale 13º posto | Finale 13º posto |  |
|  |            |                 |            |                 |    |                  |                  |                  |  |
|  | 3G         | Egitto          | 3          |                 |    |                  |                  |                  |  |
|  | 3G         | Egitto          | 3          |                 |    |                  |                  |                  |  |
|  | 4H         | Tunisia         | 1          |                 |    |                  |                  |                  |  |
|  | 4H         | Tunisia         | 1          |                 | 3G | Egitto           | 3                |                  |  |
|  |            |                 |            |                 | 3G | Egitto           | 3                |                  |  |
|  |            |                 | 3H         | Rep. Dominicana | 0  |                  |                  |                  |  |
|  | 3H         | Rep. Dominicana | 3H         | Rep. Dominicana | 0  | 3                |                  |                  |  |
|  | 3H         | Rep. Dominicana |            |                 |    | 3                |                  |                  |  |
|  | 4G         | Thailandia      | 0          |                 |    | Finale 15º posto | Finale 15º posto | Finale 15º posto |  |
|  | 4G         | Thailandia      | 0          |                 |    |                  |                  |                  |  |
|  |            |                 |            |                 |    |                  |                  |                  |  |
|  |            |                 |            |                 |    | 4H               | Tunisia          | 0                |  |
|  |            |                 |            |                 |    | 4H               | Tunisia          | 0                |  |
|  |            |                 |            |                 |    | 4G               | Thailandia       | 3                |  |

##### Semifinali
| 25 agosto 2023 Poliforum Morelos, Aguascalientes Durata: 1h:31 - Spettatori: 30 | Egitto          | 3 - 1 | Tunisia    | 25-23, 24-26, 25-13, 25-14 |
| 25 agosto 2023 Poliforum Morelos, Aguascalientes Durata: 1h:19 - Spettatori: 80 | Rep. Dominicana | 3 - 0 | Thailandia | 25-23, 25-23, 25-20        |

##### Finale 15º posto
| 26 agosto 2023 Poliforum Morelos, Aguascalientes Durata: 1h:11 - Spettatori: 90 | Tunisia | 0 - 3 | Thailandia | 24-26, 13-25, 20-25 |

##### Finale 13º posto
| 26 agosto 2023 Poliforum Morelos, Aguascalientes Durata: 1h:12 - Spettatori: 150 | Egitto | 3 - 0 | Rep. Dominicana | 25-23, 25-21, 25-14 |

## Classifica finale
| Pos | Squadra         | Rosa |
| --- | --------------- | --- |
|     | Cina            | Formazione: 1 Zhu, 3 Zhao, 4 Yif. Wang, 6 Zhuang, 7 Wan, 8 Zeng, 10 Tang, 12 Yin, 14 Yin. Wang, 15 Yang, 16 Xie, 17 Shan, CT: Qi                                                     |
|     | Italia          | Formazione: 1 Adriano, 2 Eze, 3 Giuliani, 6 Gardini, 8 Bartolucci, 9 Adelusi, 10 Marconato, 11 Nervini, 12 Bellia, 13 Ribechi, 17 Eckl, 18 Costantini, CT: Mencarelli                |
|     | Brasile         | Formazione: 1 Simonetti, 2 N. Fernandes, 4 Gandra, 6 Schmitz, 8 Lima, 9 Nezzo, 10 Segato, 11 Carvalhaes, 13 Carneiro, 15 Wenk, 18 Rüdiger, 20 Moura, CT: W. Fernandes                |
| 4.  | Giappone        | Formazione: 1 Iiyama, 2 Furukawa, 3 Yoshitake, 4 Kitamado, 5 Saiki, 6 Honda, 7 M. Fukazawa, 8 T. Fukazawa, 9 Hirota, 10 Kaji, 11 Iwamoto, 12 Tokumoto, CT: Yamaguchi                 |
| 5.  | Turchia         | Formazione: 1 Durgun, 3 Adalı, 4 Yeşilırmak, 5 Bükmen, 6 Özden, 10 Özdemir, 13 Aksoy, 14 Köse, 16 Aygün, 20 Gözübüyük, 21 Arslanalp, 22 Şen, CT: Doğancı                             |
| 6.  | Stati Uniti     | Formazione: 1 Andrew, 6 Flynn, 8 Demaria, 9 Falduto, 11 Kinney, 13 Sellman, 14 Pierce, 15 Mullen, 17 Harvey, 18 Starck, 19 Vander Wal, 20 Rothe, CT: Hogan                           |
| 7.  | Serbia          | Formazione: 2 Mandović, 7 Sajić, 8 Grabić, 10 Žigić, 12 Tomić, 13 Popović, 14 Nat. Čikuc-Deans, 16 Nađ. Čikuc-Deans, 18 Vajagić, 19 Zubić, 21 Jaramazović, 23 Šućurović, CT: Vasović |
| 8.  | Messico         | Formazione: 1 Salinas, 2 Topete, 3 Esquer, 4 Cruz, 5 Arreola, 6 Soto, 8 Goris, 9 Ramirez, 10 Márquez, 15 Herrera, 16 Félix, 18 Zilli, CT: León                                       |
| 9.  | Argentina       | Formazione: 1 N. Pérez, 2 Balague, 7 C. Pérez, 10 Giardini, 11 Da Silva, 12 Margaria, 13 García, 14 Studer, 16 Llanos, 18 Ossvald, 19 Marquez, 20 Caballero, CT: Ambrosini           |
| 10. | Paesi Bassi     | Formazione: 1 Molenaar, 2 Konijnenberg, 4 Koops, 6 ten Brinke, 7 van der Wal, 8 Stuut, 10 Kok, 14 van de Vosse, 15 Zander, 18 Entius, 19 Bijlsma, 21 Hoogers, CT: Meijer             |
| 11. | Polonia         | Formazione: 1 Pierzchała, 2 Rejment, 7 Bandurska, 8 Milkowska, 9 Janicka, 10 Kecher, 12 Pajdak, 14 Godlewska, 15 Senica, 16 Stancelewska, 19 Jankowska, 21 Latos, CT: Głuszak        |
| 12. | Cuba            | Formazione: 1 Grafort, 3 Kindelán, 4 García, 6 de La Peña, 9 Ferrer, 10 Chacón, 13 Reyes, 14 Tarín, 16 Castillo, 19 Ruiz, 21 James, 22 Hernández, CT: Robinson                       |
| 13. | Egitto          | Formazione: 2 Hamdy, 7 Mahmoud, 8 Abdelazize, 9 Zaatar, 10 Elhenawy, 11 Ali, 12 Elfeky, 18 Elnady, 20 Saada, 21 Abdelaziz, 22 Eassa, 23 Mohamed, CT: Mostafa                         |
| 14. | Rep. Dominicana | Formazione: 2 Fernández, 4 Paniagua, 6 Ramírez, 7 Alonzo, 8 Arias, 10 Firpo, 12 Liberato, 17 Tapia, 18 Maleno, 23 Cuevas, 24 Martínez, 25 Terrero, CT: Cruz                          |
| 15. | Thailandia      | Formazione: 3 Thongkham, 5 Arunmuang, 6 Tunyapoo, 7 Nanudorn, 9 Norathat, 10 Moonjakham, 11 Seetaloed, 12 Kanram, 16 Deekaew, 17 Thopo, 18 Kumjaiboon, 19 Lunthaisong, CT: Inleang   |
| 16. | Tunisia         | Formazione: 1 Mbarek, 2 Essid, 3 Inzagou, 4 Elbaazaoui, 6 Ben Youssef, 7 Chekili, 9 Ben Hamida, 11 Salhi, 12 Tesnim, 15 Jenhani, 16 Fatnassi, 18 Sassi, CT: Messelmani               |

## Premi individuali
| Premio                 | Nome                 | Squadra |
| ---------------------- | -------------------- | ------- |
| MVP                    | Zhuang Yushan        | Cina    |
| Miglior palleggiatrice | Valentina Bartolucci | Italia  |
| Miglior opposto        | Anna Adelusi         | Italia  |
| Miglior schiacciatrice | Zhuang Yushan        | Cina    |
| Miglior schiacciatrice | Stella Nervini       | Italia  |
| Miglior centrale       | Wan Ziyue            | Cina    |
| Miglior centrale       | Luzia Nezzo          | Brasile |
| Miglior libero         | Zhu Xingchen         | Cina    |

## Statistiche
| Rendimento individuale | Rendimento individuale | Rendimento individuale | Rendimento individuale |
| Pos.                   | Nome                   | Punti                  | Squadra                |
| ---------------------- | ---------------------- | ---------------------- | ---------------------- |
| 1                      | Toqaallah Eassa        | 137                    | Egitto                 |
| 1                      | Una Vajagić            | 137                    | Serbia                 |
| 1                      | Zhuang Yushan          | 137                    | Cina                   |
| 4                      | Anna Adelusi           | 129                    | Italia                 |
| 5                      | Nicole Pérez           | 128                    | Argentina              |
| 6                      | Stella Nervini         | 124                    | Italia                 |
| 7                      | Ksenija Tomić          | 115                    | Serbia                 |
| 8                      | Nour Ali               | 113                    | Egitto                 |
| 9                      | Beren Yeşilırmak       | 109                    | Turchia                |
| 10                     | Katielle Alonzo        | 106                    | Rep. Dominicana        |

| Attacchi vincenti | Attacchi vincenti | Attacchi vincenti | Attacchi vincenti |
| Pos.              | Nome              | Punti             | Squadra           |
| ----------------- | ----------------- | ----------------- | ----------------- |
| 1                 | Una Vajagić       | 128               | Serbia            |
| 2                 | Zhuang Yushan     | 126               | Cina              |
| 3                 | Toqaallah Eassa   | 122               | Egitto            |
| 4                 | Stella Nervini    | 111               | Italia            |
| 4                 | Nicole Pérez      | 111               | Argentina         |
| 6                 | Anna Adelusi      | 109               | Italia            |
| 7                 | Nour Ali          | 100               | Egitto            |
| 7                 | Katielle Alonzo   | 100               | Rep. Dominicana   |
| 9                 | Amika Saiki       | 96                | Giappone          |
| 10                | Beren Yeşilırmak  | 94                | Turchia           |

| Muri vincenti | Muri vincenti       | Muri vincenti | Muri vincenti |
| Pos.          | Nome                | Punti         | Squadra       |
| ------------- | ------------------- | ------------- | ------------- |
| 1             | Luzia Nezzo         | 39            | Brasile       |
| 2             | Wan Ziyue           | 31            | Cina          |
| 3             | Giulia Marconato    | 27            | Italia        |
| 4             | Natalia Kecher      | 26            | Polonia       |
| 4             | Dilay Özdemir       | 26            | Turchia       |
| 6             | Nataša Čikuc-Deans  | 24            | Serbia        |
| 7             | Arleth Márquez      | 23            | Messico       |
| 8             | Avril García        | 22            | Argentina     |
| 8             | Dominika Pierzchała | 22            | Polonia       |
| 10            | Britte Stuut        | 21            | Paesi Bassi   |

| Battute vincenti | Battute vincenti    | Battute vincenti | Battute vincenti |
| Pos.             | Nome                | Punti            | Squadra          |
| ---------------- | ------------------- | ---------------- | ---------------- |
| 1                | Puck Hoogers        | 14               | Paesi Bassi      |
| 2                | Eylül Durgun        | 12               | Turchia          |
| 2                | Ksenija Tomić       | 12               | Serbia           |
| 2                | Zeng Jieya          | 12               | Cina             |
| 5                | Emilia Balague      | 10               | Argentina        |
| 5                | Thainalien Castillo | 10               | Cuba             |
| 5                | Natalia Kecher      | 10               | Polonia          |
| 5                | Jimena Salinas      | 10               | Messico          |
| 9                | Katja Eckl          | 9                | Italia           |
| 9                | Campbell Flynn      | 9                | Stati Uniti      |
| 9                | Arleth Márquez      | 9                | Messico          |